# منتخب البوسنة والهرسك تحت 15 سنة لكرة القدم
منتخب البوسنة والهرسك تحت 15 سنة لكرة القدم هو منتخب كرة قدم يتكون من لاعبين يبلغون من العمر 15 عامًا أو أقل ويمثلون البوسنة والهرسك في مباريات كرة القدم الدولية في هذا المستوى العمري. يتبع المنتخب اتحاد البوسنة والهرسك لكرة القدم.